# Esther Passage
Esther Passage è un canale marino situato nell'Alaska (Stati Uniti) nel Census Area di Valdez-Cordova.

## Dati fisici
Lo stretto si trova nella parte settentrionale dello Stretto di Prince William (Prince William Sound), più precisamente collega a sud lo stretto di Prince William (Prince William Sound) mentre l'uscita a nord collega il braccio di mare Port Wells verso sud-ovest, il fiordo College verso nord-est e il braccio di mare Barry (Barry Arm) verso nord-ovest. Il canale si trova all'interno della Foresta Nazionale di Chugach (Chugach National Forest) e divide dalla terraferma (a est) l'isola di Esther (a ovest). Lo stretto, lungo circa 17 km e largo da 300 metri a 2 chilometri..
All'entrata sud del canale sono visibili due piccole isole: East Flank Island 60°49′12″N 147°52′20″W e West Flank Island 60°48′47″N 147°54′14″W; mentre di fronte al canale (a circa 4 km verso sud-ovest) si trova il gruppo di isole Bald Head Chris Island 60°47′37″N 147°50′35″W. All'interno del canale verso l'isola Esther si trova l'insenatura Shoestring (Shoestring Cove 60°51′28″N 147°57′46″W). Nella parte più a nord del canale, verso la terraferma, è visibile il ghiacciaio Cap (Cap Glacier 60°56′57″N 147°54′27″W) compreso nel gruppo montuoso Chugach (Chugach Mountains).
All'uscita nord del canale sono visibili i monti Muir (Muir Mount, 2.091 m s.l.m. 61°06′29″N 148°22′42″W), Gilbert (Mount Gilbert, 2.682 m s.l.m. 61°10′21″N 148°16′06″W) e Gannett (Mount Gannett, 2.919 m s.l.m. 61°14′32″N 148°11′36″W).

## Storia
Il nome è riportato per la prima volta nel 1908 dai cartografi della U.S. Grant (United States Geological Survey) e fa riferimento all'isola Esther.

## Accessi e turismo
Lo stretto è raggiungibile solamente via mare (o aereo) da Whittier (50 km circa) a da Valdez (110 km circa). Durante la stagione turistica sono programmate diverse escursioni via mare da Whittier per visitare i ghiacciai vicini allo stretto.

## Alcune immagini dallo stretto

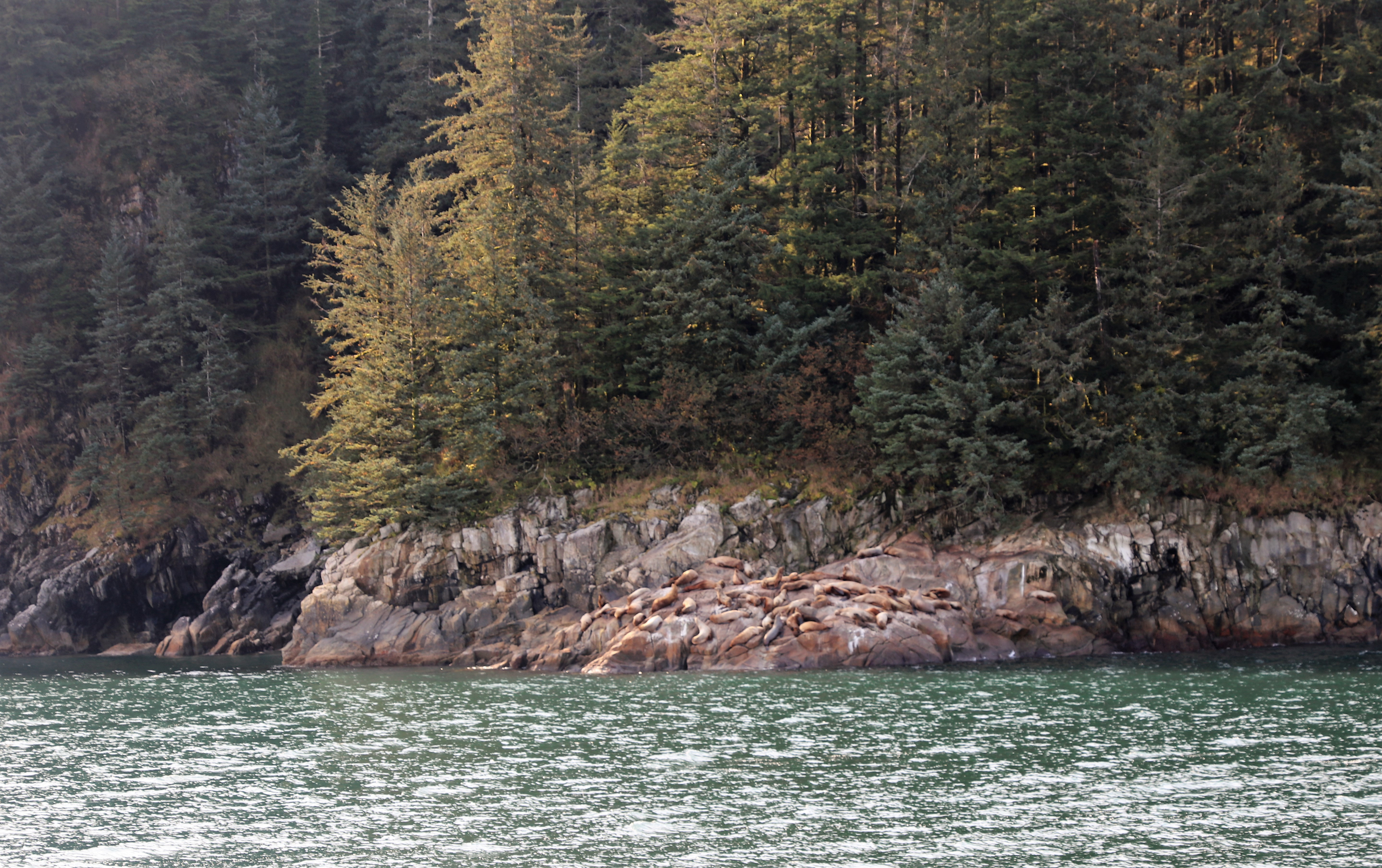
Leoni di mare sull'isola Esther
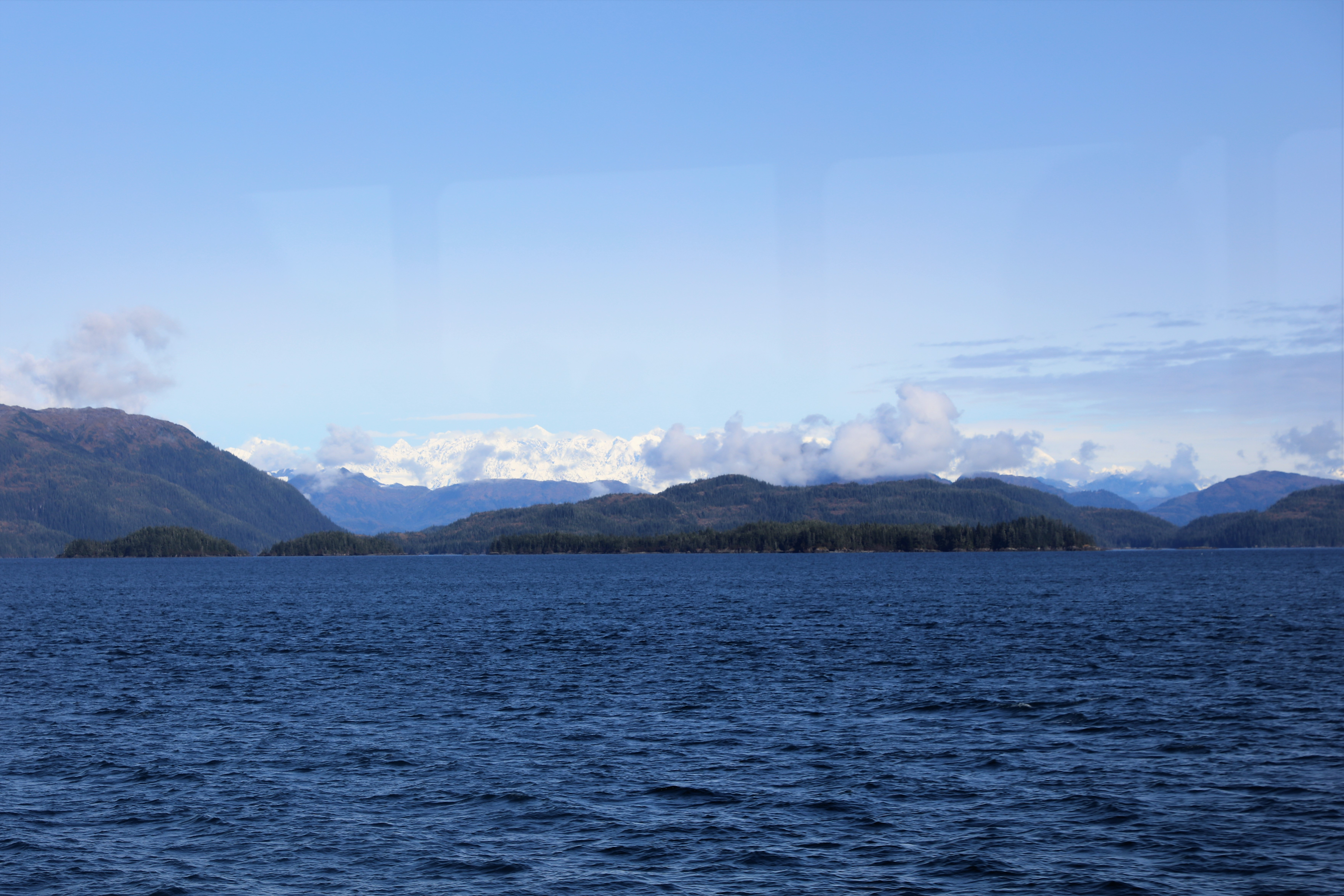
All'orizzonte il gruppo dei monti Muir, Gilbert e Gannett
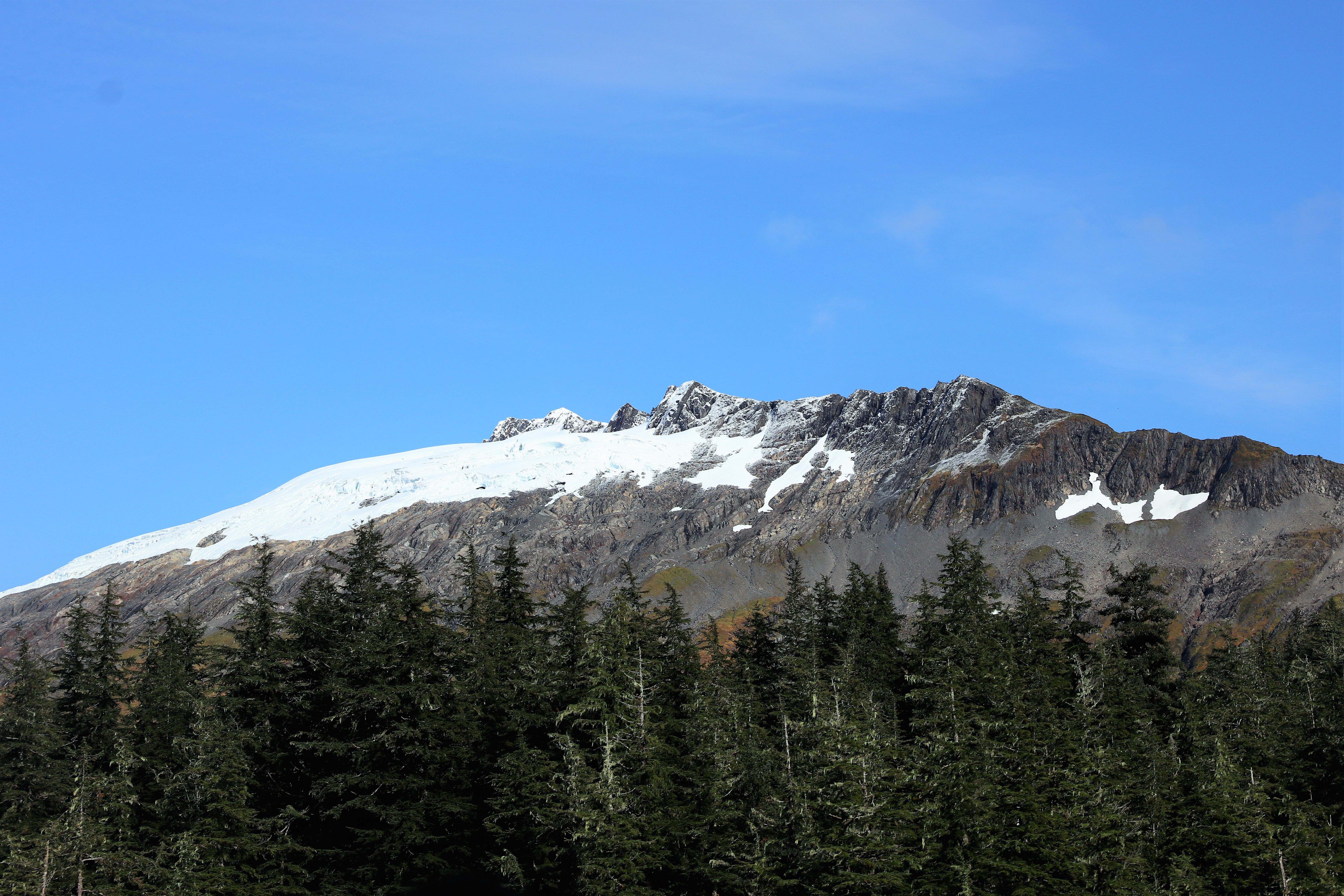
Il ghiacciaio Cap
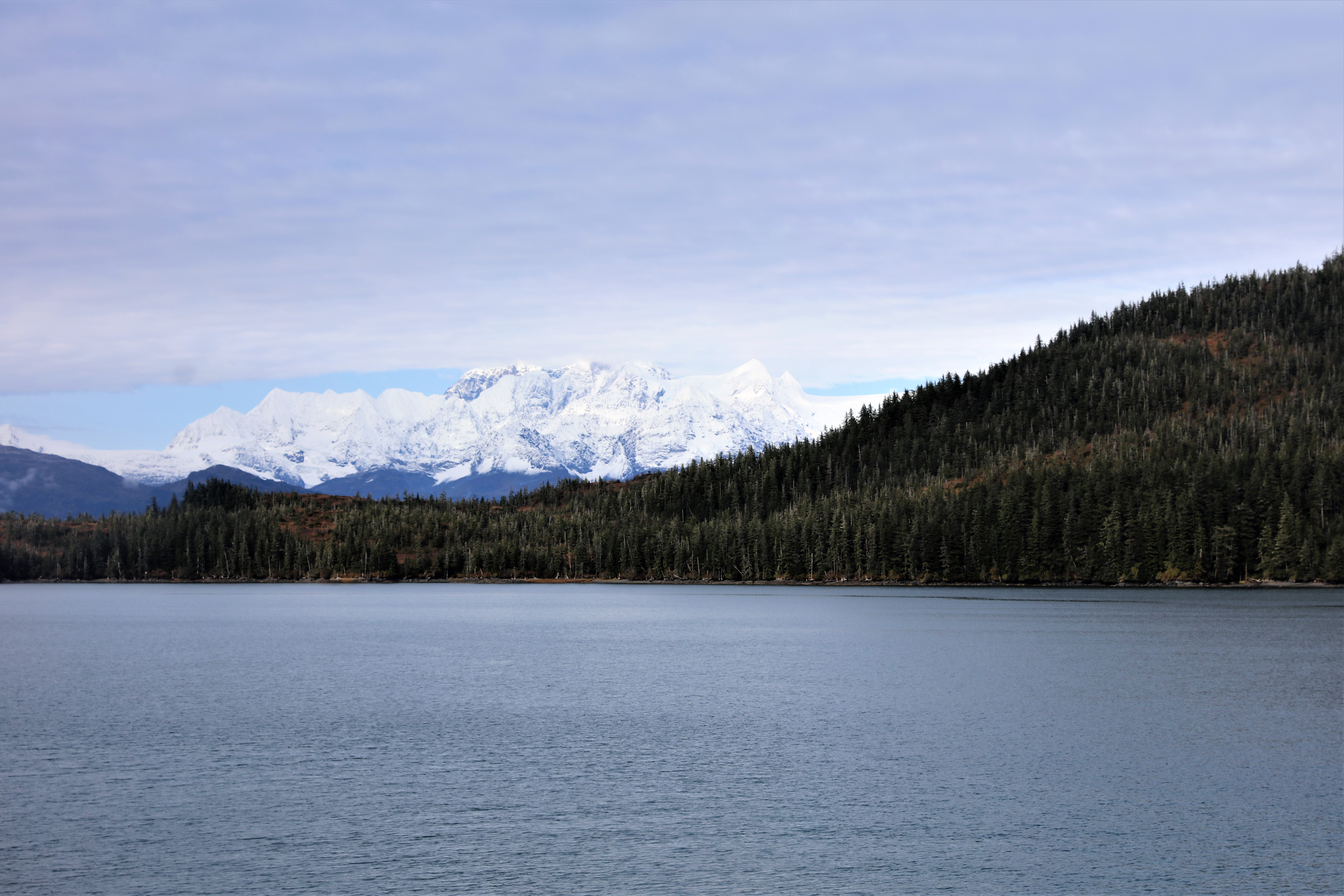
Il monte Gilbert
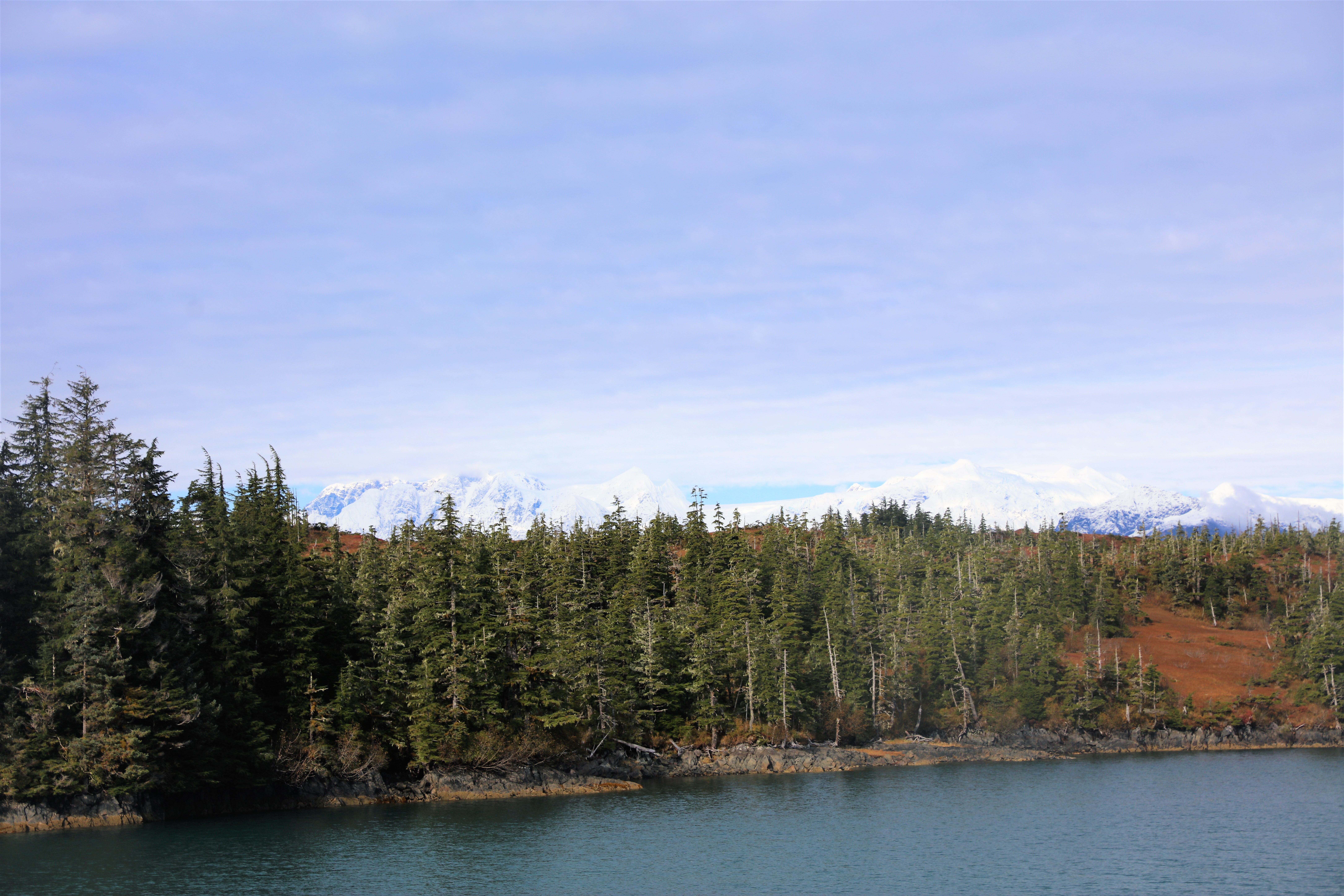
A sinistra il monte Gilbert a destra il monte Gannett
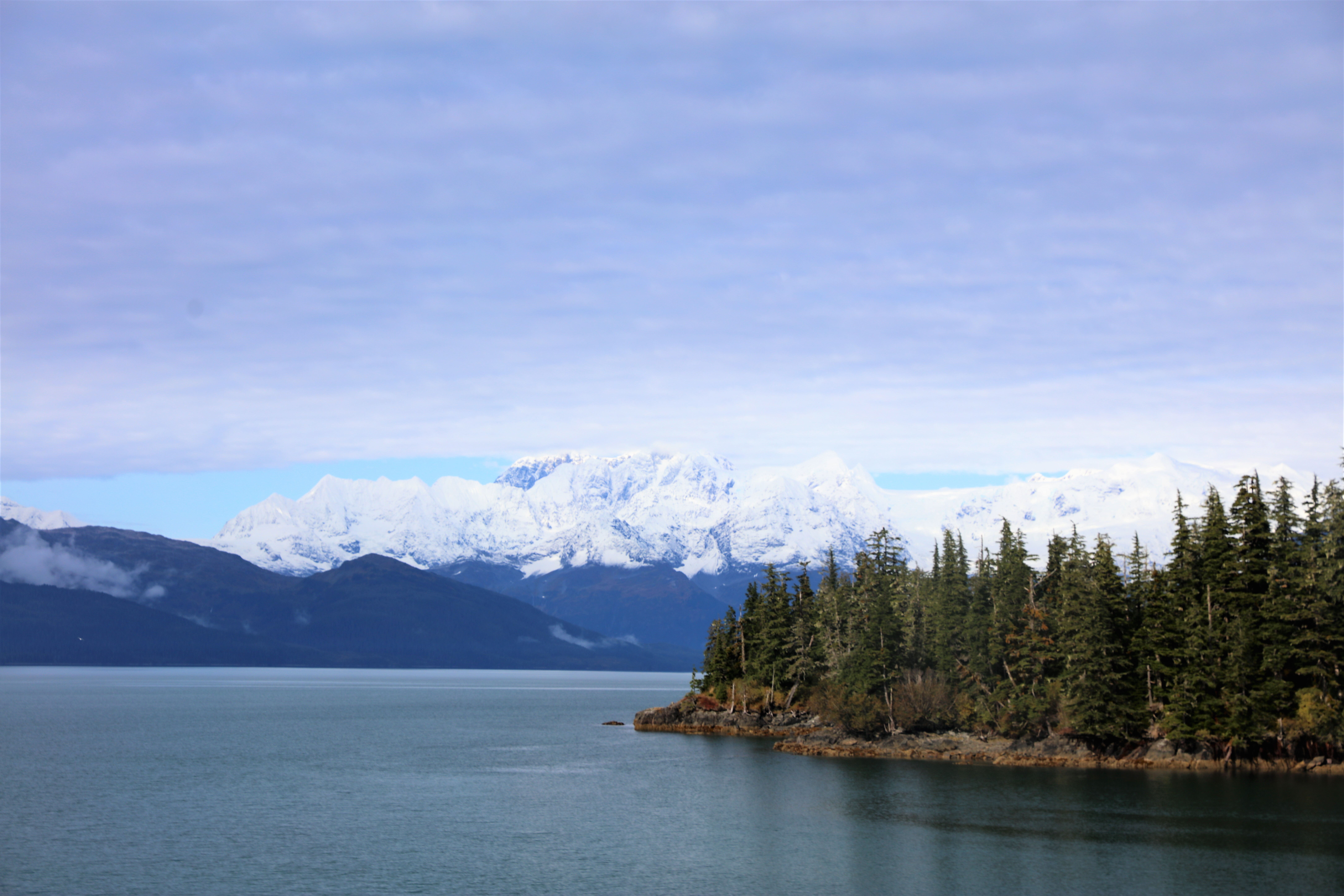
Il monte Gilbert e il fiordo College (a destra)